# Lasse Kronborg
Lasse Nis-Hansen Kronborg (født 3. april 1986) er en dansk fodboldspiller, der spiller for FC Fredericia.

## Karriere
Kronborg fik sin tidlige fodboldopdragelse i Silkeborg IF, inden han som ungdomsspiller skiftede til Vejle Boldklub. Han spillede mest som reserve i Vejle og nåede op på 35 kampe i Danmarksturneringen, hvor han scorede 2 mål. Lasse Nis-Hansen Kronborg spiller på midtbanen og havde debut for Vejle mod SønderjyskE 4. april 2004.
I 2007 besluttede Kronborg sig for at indstille sin professionelle fodboldkarriere, og begyndte at spille i den lokale klub Hedensted IF i Jyllandsserien. I Hedensted IF debuterede han i 2-0 sejren over Kolding Boldklub den 21. april 2007, hvor Kronborg blev valgt som "Kampens spiller" af sine nye holdkammerater. Kronborg scorede sit første mål for Hedensted i kampen mod Tjørring IF d. 17. maj. Målet blev sat ind direkte på frispark til udligning til 1-1, hvilket blev kampens resultat. Han nåede dog kun at spille 10 kampe for Hedensted IF, inden HB Køge meldte sig på banen. Her fandt Kronborg igen glæden ved at spille fodbold, og han havde stor andel i HB Køges oprykning til landets bedste række i 2009.
Den 3. juni 2014 meddelte Vejle Boldklub på deres hjemmeside, at klubben ikke ville forlænge kontrakten med Lasse Kronborg, der dermed sluttede sin tid i klubben.
Den 1. juli 2014 skiftede Lasse til FC Fredericia.